# Анџиста
Анџиста (грч. Αγγίστα, Ангиста) је насељено место у општини Амфипољ у периферији Средишња Македонија, Грчка. Према попису из 2021. године било је 210 становника.
Према бугарском географу и историчару, Василу Канчову, у Анџисти је 1900. године живело 300 Грка, 250 Турака и 180 Словена хришћана. Током Балканских ратова село је настрадало и већи део мештана је избегао, тако је после рата остало 216 житеља. Године 1923. турско становништво је принудно исељено у Турску а на њихово место је насељено 110 грчких избегличких породица, укупно 516 особа. На попису из 1928. године Анџиста је мешовито насеље са 937 становника.